# Vincent y el Doctor
Vincent y el Doctor (Vincent and the Doctor) es el décimo episodio de la quinta temporada moderna de la serie británica de ciencia ficción Doctor Who, emitido originalmente el 5 de junio de 2010.

## Argumento

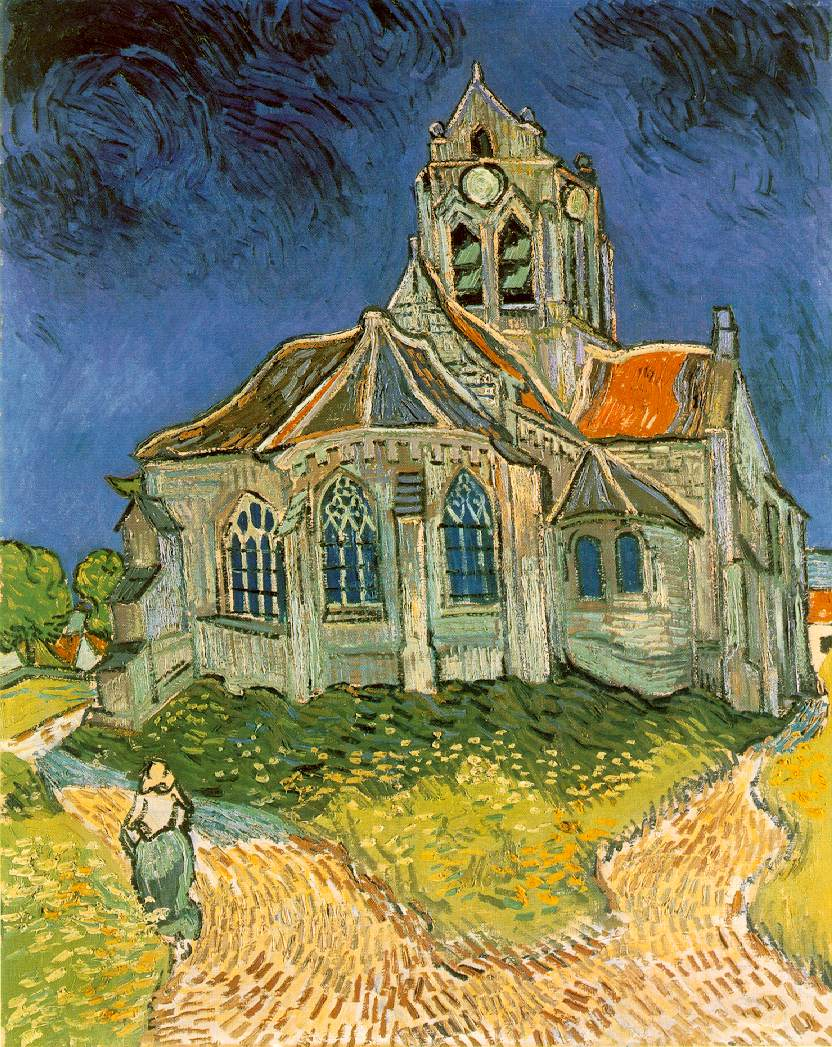
La iglesia de Auvers-sur-Oise, donde aparece el rostro del Krafayis.

El Undécimo Doctor (Matt Smith) lleva a Amy Pond (Karen GIllian) al Musée d'Orsay en París, donde admiran el trabajo del pintor Vincent van Gogh. El Doctor descubre una figura alienígena en la ventana de la pintura La iglesia de Auvers-sur-Oise, y decide que debe ir atrás en el tiempo para hablar con Vincent sobre cuándo hizo ese cuadro. En 1890, le encuentran en una cafetería en Arlés, un hombre solitario de mala reputación. Vincent (Tony Curran) se abre cuando ve a Amy, percibiendo en ella una pérdida de la que ni ella misma es consciente. Fuera de la cafetería, una niña es asesinada, y cuando el trío va a ver qué ha pasado, los lugareños les tiran piedras culpando del asesinato a la locura de Vincent. El Doctor y Amy convencen a Vincent de que les deje quedarse unas noches con él, y así van todos a su casa.
Esa noche, Vincent confiesa que sus trabajos apenas tienen valor para nadie. Piensa que el universo está lleno de maravillas que debe pintar, y que puede "oír los colores". Amy sale fuera y le ataca una bestia que sólo Vincent puede ver. Al dibujarla para el Doctor, este la identifica como un Krafayis. Sabiendo que la bestia aparecerá cuando Vincent pinte la iglesia cercana la noche siguiente, el Doctor y Amy planean ir con él. A la mañana siguiente, Vincent queda destrozado al saber que el Doctor y Amy no se van a quedar a largo plazo, y comienza a gritar en su dormitorio que al final todo el mundo le abandona. El Doctor y Amy deciden capturar por su cuenta a la bestia, pero Vincent pronto se les une dispuesto a ayudar. Le dice a Amy que si ella "puede continuar a pesar de todo, entonces también puede Vincent van Gogh".
Vincent comienza a crear la pintura de la iglesia, y pronto ve la bestia dentro. El Doctor le pide a Amy que se quede atrás mientras entra en la iglesia solo, pero ella y Vincent se ponen de acuerdo en que deben ayudarle. Vincent logra salvar al Doctor y Amy describiendo los movimientos de la bestia mientras se esconden en los confesionarios. El Doctor pronto se da cuenta por la descripción de Vincent de que la bestia está ciega, razón probable por la que la abandonaron en la Tierra. Cuando intenta embestir a Vincent, queda empalada en el caballete del artista. El Doctor intenta confortar a la criatura moribunda mientras Vincent empatiza con su dolor. Tras su muerte, los tres regresan al exterior de la iglesia, y Vincent describe el cielo nocturno tal y como él lo ve.
Al día siguiente, el Doctor y Amy se preparan para marcharse. Vincent le pide a Amy que regrese y se case con él si alguna vez dejara al Doctor. Cuando Vincent está a punto de marcharse, el Doctor le ofrece enseñarle algo. El Doctor y Amy llevan a Vincent en la TARDIS al presente y a la exposición de van Gogh en el museo. Vincent queda impresionado ante la escena y emocionado al escuchar al conservador de arte (Bill  Nighy) decir que van Gogh "fue el mejor pintor de todos los tiempos" y "uno de los más grandes hombres que nunca han existido". Devuelven al cambiado emocionalmente Vincent de vuelta al pasado y se despiden definitivamente. Cuando el Doctor y Amy regresan al presente, Amy está segura de que habrá más cuadros nuevos de Vincent esperándoles, pero queda destrozada al saber que Vincent aún se suicidó a los 37 años. El Doctor le explica que la vida es una mezcla de cosas buenas y malas, y aunque su breve encuentro con él no hubiera podido deshacer el mal, al menos añadieron algo bueno a su vida. La prueba está en los cuadros de Vincent: el rostro ya no aparece en la iglesia, y ahora el cuadro de las flores lleva la inscripción "para Amy".

### Continuidad
En el dispositivo espejo del Doctor y en una impresión de la TARDIS, aparecen imágenes del Primer y el Segundo Doctor. Amy comenta los lugares a los que le ha llevado últimamente, incluyendo "Arcadia". En la segunda temporada moderna, en El día del Juicio Final, se menciona que la caída de Arcadia fue un punto principal en la Guerra del Tiempo. El episodio presenta esos viajes como la compensación del Doctor a Amy por la muerte de su prometido Rory Williams en el episodio anterior, que Amy ni siquiera recuerda porque Rory fue absorbido por una grieta en el universo, y así fue borrado del tiempo. Van Gogh logra sentir la tristeza de Amy por la muerte de Rory, y en cierto punto, el Doctor llama a Vincent y Amy accidentalmente Amy y Rory. Amy se lamenta de que van Gogh no hiciera cuadros nuevos. Sin embargo, aparece un cuadro nuevo en la apertura de La Pandórica se abre.

## Producción
El guionista Richard Curtis había sido antiguo productor ejecutivo de la parodia de Doctor Who titulada The Curse of Fatal Death, un especial benéfico para Comic Relief, escrito por el actual show runner Steven Moffat. Basándose en esta experiencia, Moffat le pidió a Curtis que escribiera un episodio para Doctor Who. A Curtis le gustaban los episodios históricos de la serie y se sintió cómodo escribiendo uno. Tenía la idea de una historia centrada en Van Gogh "gran parte del tiempo" y le interesaba particularmente el hecho de que Van Gogh nunca supo que acabaría siendo famoso, lo que inspiró su historia. Curtis también se interesó por la depresión y el precio que esta hace pagar. Quería transmitir que el Doctor podrá reescribir el tiempo, pero los "demonios" de Van Gogh estaban fuera de su alcance. Moffat quedó "entusiasmado" por la idea de la historia.

## Emisión y recepción
Las mediciones nocturnas de audiencia mostraron que el episodio tuvo una audiencia de 5 millones de espectadores, el segundo programa más visto del día y el primero en BBC One. Las mediciones definitivas fueron de 6,76 millones, 6,29 en BBC One y 0,47 en BBC HD. Fue el segundo programa más visto en BBC One y el más visto en BBC HD. La puntuación de apreciación fue de 86, considerada "excelente".
El episodio se publicó en DVD y Blu-Ray el 6 de septiembre de 2010 junto con El inquilino, La Pandórica se abre y El Big Bang. Después se publicó en DVD con el resto de la temporada el 8 de noviembre de 2010.
La recepción de la crítica fue variada, desde críticos como Dave Golder de SFX que le dieron 5 estrellas sobre 5 y lo calificaron de "episodio genuinamente mágico, con mucha atmósfera y una explosión de carisma", hasta Gavin Fuller del Daily Telegraph, que lo criticó como "episodio soso, inconsecuente y que falla al desarrollar una premisa lo suficientemente decente".
El episodio tuvo una nominación al Bradbury Award a la mejor presentación dramática en los Nebula Awards 2010, y otra nominación al premio Hugo 2011 a la mejor presentación dramática en forma corta. El primero lo perdió contra la película Origen, y el segundo contra la historia final de la temporada, La Pandórica se abre/El Big Bang. En los Constellation Awards de Canadá, Curran fue nominado (junto a Smith) a mejor actor, y Curtis a mejor guion. Curran fue sexto con un 10% de los votos, y Curtis quedó segundo perdiendo contra Christophen Nolan por Origen por un 1% de diferencia.